# フェリシティ・パーマー
フェリシティ・ジョーン・パーマー（Felicity Joan Palmer、1944年4月6日 - ）は、イギリスのソプラノ歌手。

## 来歴
チェルトナムの生まれ。1962年から1967年までギルドホール音楽学校で声楽を学んだあと、ミュンヘン音楽院に留学し、1968年までマリアンヌ・シェヒの下で研鑽を積んだ。1970年にロンドンのクイーン・エリザベス・ホールでのヘンリー・パーセルの《予言者、またはダイオクリージャン》の上演に参加して初舞台を踏んだ。1973年にはヒューストン・オペラに於けるヴォルフガング・アマデウス・モーツァルトの《フィガロの結婚》の上演で伯爵夫人役として出演してアメリカ・デビューを果たした。1975年にはモーツァルトの《魔笛》のパミーナ役でイングリッシュ・ナショナル・オペラに初出演。2011年にはDBE叙勲。

## 註
1. ↑  アーカイブ 2019年6月30日 - ウェイバックマシン
2. ↑  Kutsch, Karl-Josef; Riemens, Leo; Hansjörg, Rost, eds (2004). “Palmer, Felicity”. Großes Sängerlexikon (K.G.Saur):  3509. ISBN 9783598440885. OCLC 979596776.
3. ↑  フェリシティ・パーマー - Discogs（英語）
4. ↑  アーカイブ 2012年9月17日 - ウェイバックマシン

| スタブアイコン | サブスタブ | この項目は、まだ閲覧者の調べものの参照としては役立たない、人物に関連した書きかけの項目です。この項目を加筆・訂正などしてくださる協力者を求めています（P:人物伝/PJ:人物伝）。 |